# 16e étape du Tour de France 1978
La 16e étape du Tour de France 1978, considérée comme un moment important de l'Histoire du Tour de France, a eu lieu le 16 juillet 1978 entre Saint-Étienne et l'Alpe d'Huez, en France, sur une distance de 240,5 km. Elle a été remportée par le Néerlandais Hennie Kuiper et a vu son compatriote Joop Zoetemelk conserver le maillot jaune après une solide résistance à la fin de l'étape, la Montée de l'Alpe d'Huez et une échappée manquée du belge Michel Pollentier officiellement victorieuse seulement quelques heures. Dans la soirée éclate « l'affaire Pollentier », démasqué lors du contrôle antidopage, mis hors-course, qui perd ainsi sa victoire d'étape et le maillot jaune, juste avant de l'enfiler, après avoir été pris en flagrant délit de fraude, car la poire d'« urine propre » qu'il cache sous son aisselle lors du contrôle antidopage est découverte.

## Parcours
Le parcours, beaucoup plus long que l'année précédente, emprunte le territoire des départements de la Loire et de l'Isère et finit par l'ascension des 21 virages menant à la station de ski de sports d'hiver de l'Alpe d'Huez.

## Déroulement de l'étape
Michel Pollentier roule seul durant toute la vallée de la Romanche et prend 3 minutes 20 sur les principaux favoris, à Livet au km 211, car la chasse à l'échappée a mis du temps à s'organiser entre les équipes Mercier de Joop Zoetemelk et Renault de Bernard Hinault.
Michel Pollentier attaque le premier lacet de la montée de l'Alpe d'Huez avec 1'50" d'avance et à 5 km de l'arrivée a toujours 1'13" d'avance sur le trio Zoetemelk, Hinault et Kuiper. Le premier des trois perd de la vitesse à 3 km du sommet. Kuiper démarre à son tour, tardivement, mais arrive finalement 4 secondes derrière Pollentier et 12 avant Hinault, générant un classement général extrêmement serré même après que Pollentier perd le maillot jaune à l'issue du contrôle antidopage.